# Национальное управление разведки и превентивных мер
DISIP (исп. Dirección de los Servicios de Inteligencia y Prevención — Национальное управление разведки и превентивных мер) — служба разведки и контрразведки Венесуэлы в 1969—2009 годах. DISIP основан президентом Рафаэлем Калдерой, который заменил им главное управление полиции (DIGEPOL). В 2009 году Уго Чавес переформировал управление в SEBIN.

## Деятельность
До прихода к власти Уго Чавеса DISIP тесно сотрудничал с ЦРУ, МИ-5, Моссад и другими западными спецслужбами. Управление предоставляла им информации об членах НФОП и ФКА. Внутри страны DISIP боролся с деятельностью Компартии, РБД-200 и других левых сил. В 1992 году при участии управления был предотвращён госпереворот, который возглавил будущий президент Чавес.
В 2002 году управление участвовало в борьбе с новыми путчем, направленного против уже президента Чавеса.
В 2008 году был запущен спутник связи «Симон Боливар», предназначенный для достижения «абсолютной и безопасной обработки информации» в областях телефонии, передачи данных и доступа к Интернету, где будет контроль со стороны DISIP. 
DISIP участвовал в системе контроля границы с Бразилией. Пограничные службы предоставляли собранные данные DISIP и другим службам национальной безопасности для мониторинга пограничья, чтобы обнаружить и нейтрализовать незаконно пересечение границы, борьбой с контрабандистами и наркомафией, а также для обороны от вооружённого вторжения.

## Структура
Департаменты DISIP:
- Генеральный директорат
- Генеральная инспекция
- Разведывательное управление
- Управление контрразведки
- Управление немедленных действий
- Управление технологической разведки
- Дирекция регионов
- Управление образования или Центр разведывательных исследований
- Департамент внутреннего аудита

## Международное сотрудничество
До прихода к власти У. Чавеса управление активно сотрудничали с западной разведкой, особенно ЦРУ, которое занималось подготовкой личного состава, а также с кубинской оппозицией. В 1999 году внешнеполитический курс изменился и страна отказалась от взаимодействия с американскими спецслужбами. С 2008 года подготовкой коммандос DISIP занимались советники из Белоруссии (см. Военное сотрудничество Белоруссии и Венесуэлы).